# Schloss Reuschenberg (Neuss)

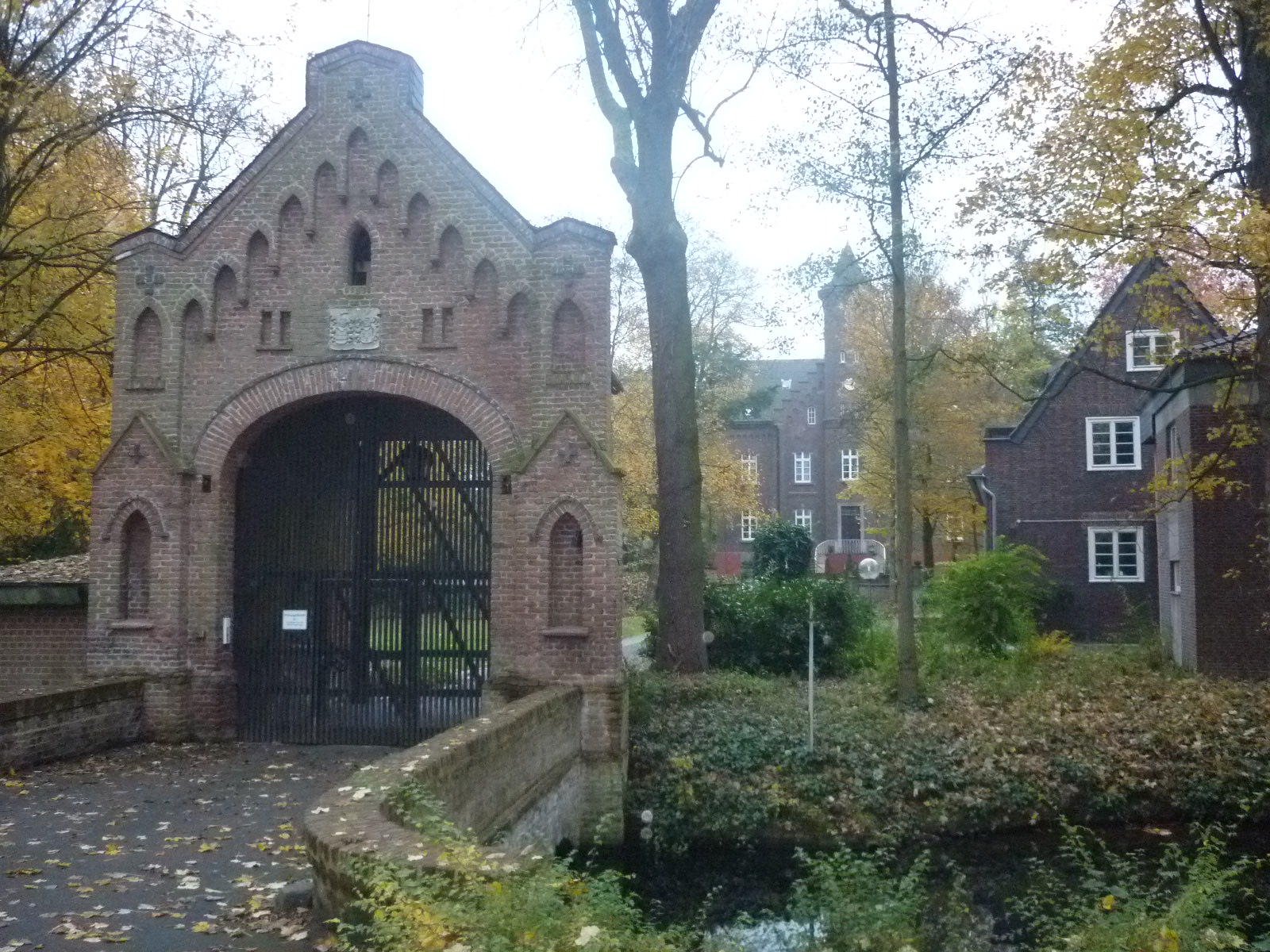
Schloss Reuschenberg, vom Tor aus gesehen

Das Schloss Reuschenberg liegt in der Nähe des gleichnamigen Stadtteils Reuschenberg der Stadt Neuss.

## Name
Der Name des Schlosses bezieht sich auf das Adelsgeschlecht derer von Reuschenberg. Daraus entstand auch der Name des in der Nähe gelegenen Ortes Reuschenberg.
Neben so bekannten Adelsfamilien wie von Braumann und von Boeselager, hatte das Schloss viele Eigentümer in den letzten Jahrhunderten. Unter anderem war das Schloss auch bekannt als: Feldhoff, Rittergut Seligem, Merhof, Hof zu Seligheim und zuletzt auch als Haus Selikum.

## Geschichte
Urkundlich wird der Hof der Ritter von Selinchein schon 1284 und 1288 erwähnt. Spätere Urkunden aus dem Jahre 1405 berichten vom Hoyve zu Selickhem. Pachturkunden weisen den Besitz als Hof zu Seligheim im Kirchspiel von Nuysse aus. Raubzüge, Niederbrennungen und Zerstörungen der Jahre 1582–1587, die den Schrecken des Dreißigjährigen Krieges nicht nachstanden, legten auch den Besitz Wilhelm II. von Reuschenberg in Schutt und Asche. Von diesem Unglück haben sich die Herren von Reuschenberg zu Selikum nicht mehr erholt. Wegen ihrer großen Verschuldung hat die Familie das Haus Selikum 1699 räumen müssen. Nach der Zwangsversteigerung blieb der letzte der Reuschenberg auf Selikum verschollen. Über den Wiederaufbau liegen keine Urkunden vor.
Schriftstücke aus dem Jahre 1615 sagen aus, dass Haus und Hof von einem Weiher umgeben sind. Haus Selikum und die dazugehörigen Liegenschaften waren dann im Besitz von qualifizierten juristischen Verwaltungs- und Kameralbeamten mit den Familiennamen Salm, Lambertz, Zehman und 99 Jahre im Besitz der Familie Brauman.
Landesrentmeister und Hofkammerrat Arnold von Braumann ertrank 1814 in der Erft, ohne Nachkommen zu hinterlassen. Seine Schwestern verkauften 1837 Haus und Gut Selikum an den westfälischen Freiherrn Carl von Boeselager. Als Erinnerung an das frühere Herrenhaus existiert nur noch der Stein mit dem Wappen der Familie Reuschenberg mit der Jahreszahl 1634, der an der rückwärtigen Hausseite des jetzigen Gebäudes eingemauert war und sich zurzeit an der rechten Seite in der Eingangshalle des Schlosses befindet.
Freiherr Carl von Boeselager hat 1847 mit großen Umbauten am Haus Selikum begonnen. Der alte Wirtschaftshof innerhalb der Gräben ist dabei ganz abgerissen worden. Stattdessen wurde vor dem Außengraben ein neuer Gutshof erbaut. Ober der Haustür seines Wohnhauses ist heute noch ein Stein mit dem Wappen der Boeselager, den beiden gekreuzten Schaufeln, eingelassen. Äußerlich völlig verändert worden ist auch das Herrenhaus.
1912 verkaufte Freiherr Dietrich von Boeselager Haus und Gut zu Selikum mitsamt der Kapelle St. Cornelius für 1.100.000 Mark an die Stadt Neuss. Freiherr von Boeselager (geb. 1867) starb 1942 in Locarno. Seine Ehefrau, Gräfin von Bocholtz-Asseburg, starb 1920. Die Ehe war kinderlos.

## Schule

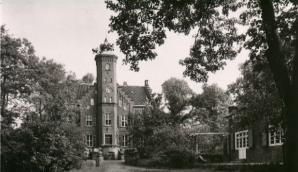
Wirtschaftliche Frauenschule, später Landfrauenschule Selikum

1917 gründete die Gesellschaft für landwirtschaftliche Frauenbildung dort die „Wirtschaftliche Frauenschule Selikum“ zur Ausbildung von landwirtschaftlichen Haushaltslehrerinnen. Die Schule wurde 1935 zunächst in eine „Bäuerliche Frauenschule“ und danach in eine „Landfrauenschule Selikum“ umgebildet, deren Träger von 1942 bis 1945 der Rheinische Provinzialverband war. 1920 waren ein Schulgebäude mit Lehr- und Wohnräumen jenseits des Weihers und 1928 ein Schülerwohnheim auf dem freien Platz des ehemaligen Wirtschaftshofes errichtet worden. Die Schule bestand bis in die 1980er Jahre.  Dem Reifensteiner Verband war sie ab 1917 angeschlossen.
Im Sommer 1943 hat das Anwesen durch Bombentreffer starke Schäden erlitten, sodass die Schule nach Kreuznach evakuiert werden musste. Im Herbst 1945 begann der Wiederaufbau. Der Schulbetrieb setzte erst Mitte 1947 wieder ein.
Im Oktober 1953 hat der Landwirtschaftsverband Rheinland die Schule vom Ministerium für Ernährung, Landwirtschaft und Forsten des Landes Nordrhein-Westfalen, das sie seit 1945 getragen hatte, übernommen und blieb bis zum Ende des Schulbetriebes 1997 deren Eigentümer. Ab 1969 wurde sie als Lehranstalt für land- und hauswirtschaftliche Frauenbildung, ab 1980 Berufsfachschule für ländliche Hauswirtschaft, Fachschule für Ernährungs- und Hauswirtschaft geführt.
1999 erwarb eine Vermögensverwaltungsgesellschaft das Schloss Reuschenberg nebst den dazugehörigen Gebäuden. Zwischen den Jahren waren hier mehrere Internetfirmen angesiedelt. Im Jahr 2000 wurden Schloss und Nebengebäude aufwendig saniert und modernisiert. Ende 2009 wurde das Schloss verkauft und ging in Privateigentum über.